# Idrettslaget Hødd 2016
Questa voce raccoglie le informazioni riguardanti l'Idrettslaget Hødd nelle competizioni ufficiali della stagione 2016.

## Stagione
Il 24 novembre 2015, Hans Erik Eriksen è stato nominato nuovo allenatore dell'Hødd, firmando un contratto biennale valido a partire dal 1º gennaio 2016. Il 16 dicembre 2015 sono stati compilati i calendari in vista della nuova stagione, con l'Hødd che avrebbe disputato la 1ª giornata nel weekend del 3 aprile ospitando il Bryne.
Il 1º aprile è stato sorteggiato il primo turno del Norgesmesterskapet 2016: l'Hødd avrebbe così fatto visita al Godøy. Al secondo turno, la squadra è stata sorteggiata contro il Brattvåg. In questa sfida, l'Hødd è stato sconfitto per 1-0, salutando così la competizione.
Il 23 giugno 2016, Eriksen e l'Hødd hanno separato le loro strade, a causa dei cattivi risultati stagionali. Steinar Lein avrebbe momentaneamente preso il controllo della squadra, in attesa di una scelta definitiva da parte della dirigenza. Il 27 giugno, Lein è stato confermato come tecnico della squadra.
A seguito della sconfitta per 5-0 sul campo del Sandnes Ulf nella 30ª giornata di campionato, l'Hødd è retrocesso in 2. divisjon. Robin Shroot è stato il calciatore più utilizzato in stagione, a quota 31 presenze tra campionato e coppa. È stato anche il capocannoniere della squadra, a quota 12 reti.

## Maglie e sponsor
Lo sponsor tecnico per la stagione 2016 è stato Umbro, mentre lo sponsor ufficiale è stato Sparebanken Møre. La divisa casalinga era composta da una maglietta blu con inserti bianchi, pantaloncini bianchi e calzettoni blu. Quella da trasferta era invece totalmente bianca, con inserti blu.
| Casa | Trasferta |

## Rosa
| N. |                             | Ruolo | Calciatore           |
| -- | --------------------------- | ----- | -------------------- |
| 1  | Norvegia (bandiera)         | P     | Jan Lennart Urke     |
| 2  | Norvegia (bandiera)         | D     | Steffen Moltu        |
| 3  | Norvegia (bandiera)         | D     | Christoffer Aasbak   |
| 4  | Finlandia (bandiera)        | D     | Jesper Törnqvist     |
| 5  | Finlandia (bandiera)        | D     | Dani Hatakka         |
| 6  | Svezia (bandiera)           | C     | Joakim Wrele         |
| 7  | Norvegia (bandiera)         | C     | Didrik Sereba        |
| 8  | Irlanda del Nord (bandiera) | A     | Robin Shroot         |
| 9  | Norvegia (bandiera)         | A     | Magnus Myklebust     |
| 10 | Norvegia (bandiera)         | A     | Joachim Magnussen    |
| 11 | Danimarca (bandiera)        | A     | Jeff Mensah          |
| 11 | Norvegia (bandiera)         | A     | Michael Karlsen      |
| 14 | Norvegia (bandiera)         | C     | Torbjørn Kallevåg    |
| 15 | Norvegia (bandiera)         | C     | Bendik Dybdal Torset |
| 16 | Norvegia (bandiera)         | D     | Hugues Wembangomo    |

| N. |                     | Ruolo | Calciatore            |
| -- | ------------------- | ----- | --------------------- |
| 17 | Norvegia (bandiera) | C     | Fredrik Sjølstad      |
| 18 | Norvegia (bandiera) | C     | Bendik Rise           |
| 19 | Norvegia (bandiera) | A     | Vegard Heltne         |
| 21 | Norvegia (bandiera) | C     | Øystein Vestvatn      |
| 22 | Norvegia (bandiera) | D     | Martin Mork Breivik   |
| 23 | Norvegia (bandiera) | C     | Eirik Ulland Andersen |
| 24 | Norvegia (bandiera) | D     | Eirik Skaasheim       |
| 26 | Norvegia (bandiera) | P     | Ole Monrad Alme       |
| 27 | Norvegia (bandiera) | A     | Sondre Sandnes Beite  |
| 28 | Norvegia (bandiera) | P     | Sivert Pieroth        |
| 29 | Norvegia (bandiera) | D     | Daniel Eid            |
| 30 | Norvegia (bandiera) | C     | Eirik Saunes          |
| 31 | Norvegia (bandiera) | C     | Elias Martin Flø      |
| 32 | Norvegia (bandiera) | A     | Håkon Botn Brautaset  |

## Calciomercato

### Sessione invernale(dal 01/01 al 31/03)
| Arrivi | Arrivi            | Arrivi  | Arrivi     |
| R.     | Nome              | da      | Modalità   |
| ------ | ----------------- | ------- | ---------- |
| D      | Eirik Skaasheim   | Sogndal | prestito   |
| D      | Hugues Wembangomo |         | svincolato |
| C      | Didrik Sereba     | Follo   | definitivo |
| C      | Fredrik Sjølstad  | HamKam  | definitivo |
| C      | Øystein Vestvatn  | Follo   | definitivo |

| Partenze | Partenze              | Partenze | Partenze   |
| R.       | Nome                  | a        | Modalità   |
| -------- | --------------------- | -------- | ---------- |
| P        | Aslak Falch           |          | svincolato |
| D        | Ruben-Kenneth Brandal |          | svincolato |
| D        | Jonas Ingebrigtsen    |          | svincolato |
| D        | Audun Øvrelid         | Herd     | definitivo |
| D        | Darnel Situ           |          | svincolato |
| C        | Fredrik Aursnes       | Molde    | definitivo |
| C        | Erik Sandal           |          | svincolato |
| C        | Ole Amund Sveen       | Sogndal  | definitivo |
| A        | Benjamin Kleppe       |          | svincolato |

### Sessione estiva(dal 21/07 al 17/08)
| Arrivi | Arrivi       | Arrivi | Arrivi   |
| R.     | Nome         | da     | Modalità |
| ------ | ------------ | ------ | -------- |
| D      | Dani Hatakka | Brann  | prestito |

| Partenze | Partenze              | Partenze     | Partenze      |
| R.       | Nome                  | a            | Modalità      |
| -------- | --------------------- | ------------ | ------------- |
| D        | Eirik Skaasheim       | Sogndal      | fine prestito |
| C        | Eirik Ulland Andersen | Strømsgodset | definitivo    |
| A        | Michael Karlsen       | Brattvåg     | definitivo    |

### Dopo la sessione estiva
| Arrivi | Arrivi      | Arrivi | Arrivi     |
| R.     | Nome        | da     | Modalità   |
| ------ | ----------- | ------ | ---------- |
| A      | Jeff Mensah |        | svincolato |

| Partenze | Partenze | Partenze | Partenze |
| R.       | Nome     | a        | Modalità |
| -------- | -------- | -------- | -------- |

## Risultati

### 1. divisjon

#### Girone di andata
| Arbitro: | Hauge (Bergen) |

|                     |           |             |
| Ulland Andersen 57’ | Marcatori | 59’ Skartun |

| Arbitro: | Haugen (Rælingen) |

|                           |           |            |
| Reginiussen 37’ Stene 75’ | Marcatori | 60’ Sereba |

| Arbitro: | Følstad Skarsem (Trondheim) |

|                            |           |                             |
| Magnussen 13’ Vestvatn 53’ | Marcatori | 50’ Moldskred 81’ Ellingsen |

| Arbitro: | Amland (Bergen) |

|                    |           |  |
| Stokke 75’ Bye 90’ | Marcatori |  |

| Arbitro: | Hansen (Oslo) |

|                 |           |  |
| Shroot 77’, 85’ | Marcatori |  |

| Arbitro: | Jonsson Trædal (Oslo) |

|                       |           |                     |
| Achrifi 28’ Rasch 36’ | Marcatori | 55’ Ulland Andersen |

| Arbitro: | Tennøy (Bergen) |

|               |           |                                                    |
| Magnussen 81’ | Marcatori | 57’ (rig.) Storbæk 73’ (rig.) Mjelde 75’ Offenberg |

| Arbitro: | Gjermshus (Oslo) |

|                |           |  |
| Bamba 60’, 85’ | Marcatori |  |

| Arbitro: | Løfald |

|               |           |  |
| Magnussen 58’ | Marcatori |  |

| Arbitro: | Moen (Lillestrøm) |

|             |           |  |
| Straith 13’ | Marcatori |  |

| Arbitro: | Amland (Bergen) |

|                     |           |  |
| Ulland Andersen 81’ | Marcatori |  |

| Arbitro: | Tennøy (Bergen) |

|                            |           |                     |
| Ulland Andersen 90’ (rig.) | Marcatori | 14’ Obeng 68’ Skaga |

| Arbitro: | Følstad Skarsem (Trondheim) |

|                                                    |           |                  |
| Brochmann 8’ Antwi 18’, 32’ Hagen 23’ Berglann 48’ | Marcatori | 5’ (rig.) Shroot |

| Arbitro: | Moen (Lillestrøm) |

|                            |           |  |
| Moltu 7’, 32’ Kallevåg 25’ | Marcatori |  |

| Arbitro: | Jonsson Trædal (Oslo) |

|                                              |           |  |
| Midtgarden 11’ Fredriksen 44’ Pellegrino 52’ | Marcatori |  |

#### Girone di ritorno
| Arbitro: | Saggi (Drammen) |

|                 |           |  |
| Shroot 79’, 81’ | Marcatori |  |

| Arbitro: | Haugen (Rælingen) |

|            |           |            |
| Ekblom 10’ | Marcatori | 66’ Shroot |

| Arbitro: | Hagenes (Marikollen) |

|            |           |  |
| Shroot 30’ | Marcatori |  |

| Kongsvinger 7 agosto 2016, ore 18:00 19ª giornata                              | Kongsvinger | 2 – 1 referto | Hødd | Gjemselund Stadion (1.446 spett.) |
| \| \| \| \| \| Moldskred 33’ (rig.) Vennberg 38’ \| Marcatori \| 74’ Shroot \| |             |               |      |                                   |
|                                                                                |             |               |      |                                   |
| Moldskred 33’ (rig.) Vennberg 38’                                              | Marcatori   | 74’ Shroot    |      |                                   |

| Arbitro: | Amland (Bergen) |

|                                      |           |                   |
| Vestvatn 6’ Törnqvist 53’ Shroot 81’ | Marcatori | 8’ Stokke 23’ Bye |

| Raufoss 21 agosto 2016, ore 18:00 21ª giornata        | Raufoss   | 2 – 0 referto | Hødd | Raufoss Stadion (712 spett.) |
| \| \| \| \| \| Dadjo 58’ Solum 67’ \| Marcatori \| \| |           |               |      |                              |
|                                                       |           |               |      |                              |
| Dadjo 58’ Solum 67’                                   | Marcatori |               |      |                              |

| Arbitro: | Hauge (Bergen) |

|                       |           |           |
| Shroot 3’, 34’ (rig.) | Marcatori | 44’ Fuhre |

| Arbitro: | Jonsson Trædal (Oslo) |

|                                                                  |           |                                           |
| Aas 1’ Alba 13’, 19’ Solberg 40’, 70’ Torp 59’, 78’ Dragsnes 74’ | Marcatori | 69’ Vestvatn 71’ Sandnes Beite 85’ Shroot |

| Arbitro: | Hansen (Oslo) |

|                        |           |                      |
| Wrele 30’ Kallevåg 68’ | Marcatori | 25’ Kapidžić 64’ Flo |

| Arbitro: | Haugen (Rælingen) |

|            |           |              |
| Herrem 54’ | Marcatori | 63’ Kallevåg |

| Arbitro: | Saggi (Drammen) |

|  |           |                            |
|  | Marcatori | 30’ Brochmann 53’ Haugstad |

| Arbitro: | Borgersen (Oslo) |

|                                         |           |  |
| Mjelde 42’ Mensah 76’ (aut.) Sellin 90’ | Marcatori |  |

| Bryne 16 ottobre 2016, ore 18:00 28ª giornata | Bryne         | 0 – 0 referto | Hødd | Bryne Stadion (1.646 spett.)\| Arbitro: \| Hansen (Oslo) \| |
| Arbitro:                                      | Hansen (Oslo) |               |      |                                                             |

| Arbitro: | Amland (Bergen) |

|  |           |                                 |
|  | Marcatori | 14’ Strømnes 50’, 68’ Brændsrød |

| Arbitro: | Moen (Oslo) |

|                                                             |           |  |
| Engblom 6’, 9’, 75’ (rig.) Schulze 64’ Berget Skjølsvik 83’ | Marcatori |  |

### Norgesmesterskapet
| Godøya 13 aprile 2016, ore 18:00 Primo turno                                                           | Godøy     | 1 – 6 referto                                          | Hødd | Godøy KGB |
| \| \| \| \| \| Brynestad 80’ \| Marcatori \| 26’, 56’ Karlsen 39’, 59’, 81’ Magnussen 58’ Myklebust \| |           |                                                        |      |           |
| |           |                                                        |      |           |
| Brynestad 80’                                                                                          | Marcatori | 26’, 56’ Karlsen 39’, 59’, 81’ Magnussen 58’ Myklebust |      |           |

| Brattvåg 27 aprile 2016, ore 18:00 Secondo turno | Brattvåg  | 1 – 0 referto | Hødd | Brattvåg Kunstgress (470 spett.) |
| \| \| \| \| \| Berglund 29’ \| Marcatori \| \|   |           |               |      |                                  |
|                                                  |           |               |      |                                  |
| Berglund 29’                                     | Marcatori |               |      |                                  |

## Statistiche

### Statistiche di squadra
| Competizione       | Punti | In casa | In casa | In casa | In casa | In casa | In casa | In trasferta | In trasferta | In trasferta | In trasferta | In trasferta | In trasferta | Totale | Totale | Totale | Totale | Totale | Totale | DR  |
| Competizione       | Punti | G       | V       | N       | P       | Gf      | Gs      | G            | V            | N            | P            | Gf           | Gs           | G      | V      | N      | P      | Gf     | Gs     | DR  |
| ------------------ | ----- | ------- | ------- | ------- | ------- | ------- | ------- | ------------ | ------------ | ------------ | ------------ | ------------ | ------------ | ------ | ------ | ------ | ------ | ------ | ------ | --- |
| 1. divisjon        | 30    | 15      | 8       | 3       | 4       | 22      | 18      | 15           | 0            | 3            | 12           | 9            | 39           | 30     | 8      | 6      | 16     | 31     | 57     | -26 |
| Norgesmesterskapet | -     | 0       | 0       | 0       | 0       | 0       | 0       | 2            | 1            | 0            | 1            | 6            | 2            | 2      | 1      | 0      | 1      | 6      | 2      | +4  |
| Totale             | -     | 15      | 8       | 3       | 4       | 22      | 18      | 17           | 1            | 3            | 13           | 15           | 41           | 32     | 9      | 6      | 17     | 37     | 59     | -22 |

### Andamento in campionato
| Giornata  | 1 | 2  | 3  | 4  | 5  | 6  | 7  | 8  | 9  | 10 | 11 | 12 | 13 | 14 | 15 | 16 | 17 | 18 | 19 | 20 | 21 | 22 | 23 | 24 | 25 | 26 | 27 | 28 | 29 | 30 |
| --------- | - | -- | -- | -- | -- | -- | -- | -- | -- | -- | -- | -- | -- | -- | -- | -- | -- | -- | -- | -- | -- | -- | -- | -- | -- | -- | -- | -- | -- | -- |
| Luogo     | C | T  | C  | T  | C  | T  | C  | T  | C  | T  | C  | C  | T  | C  | T  | C  | T  | C  | T  | C  | T  | C  | T  | C  | T  | C  | T  | T  | C  | T  |
| Risultato | N | P  | N  | S  | V  | P  | P  | P  | V  | P  | V  | P  | P  | V  | P  | V  | N  | V  | P  | V  | P  | V  | P  | N  | N  | P  | P  | N  | P  | P  |
| Posizione | 7 | 13 | 11 | 14 | 11 | 13 | 14 | 15 | 13 | 14 | 12 | 13 | 14 | 13 | 13 | 12 | 12 | 11 | 12 | 11 | 11 | 10 | 11 | 12 | 11 | 12 | 12 | 12 | 12 | 14 |

Fonte:  OBOS-ligaen 2016, su altomfotball.no, Altomfotball.
Legenda:

Luogo: C = Casa; T = Trasferta. Risultato: V = Vittoria; N = Pareggio; P = Sconfitta.

### Statistiche dei giocatori
| Giocatore          | 1. divisjon | 1. divisjon | 1. divisjon | 1. divisjon | Norgesmesterskapet | Norgesmesterskapet | Norgesmesterskapet | Norgesmesterskapet | Coppe europee | Coppe europee | Coppe europee | Coppe europee | Altre coppe | Altre coppe | Altre coppe | Altre coppe | Totale   | Totale | Totale      | Totale     |
| Giocatore          | Presenze    | Reti        | Ammonizioni | Espulsioni  | Presenze           | Reti               | Ammonizioni        | Espulsioni         | Presenze      | Reti          | Ammonizioni   | Espulsioni    | Presenze    | Reti        | Ammonizioni | Espulsioni  | Presenze | Reti   | Ammonizioni | Espulsioni |
| ------------------ | ----------- | ----------- | ----------- | ----------- | ------------------ | ------------------ | ------------------ | ------------------ | ------------- | ------------- | ------------- | ------------- | ----------- | ----------- | ----------- | ----------- | -------- | ------ | ----------- | ---------- |
| C. Aasbak          | 28          | 0           | 5           | 0           | 2                  | 0                  | 0                  | 0                  |               |               |               |               |             |             |             |             | 30       | 0      | 5           | 0          |
| H. Botn Brautaset  | 0           | 0           | 0           | 0           | 0                  | 0                  | 0                  | 0                  |               |               |               |               |             |             |             |             | 0        | 0      | 0           | 0          |
| B. Dybdal Torset   | 19          | 0           | 2           | 0           | 1                  | 0                  | 1                  | 0                  |               |               |               |               |             |             |             |             | 20       | 0      | 3           | 0          |
| D. Eid             | 0           | 0           | 0           | 0           | 0                  | 0                  | 0                  | 0                  |               |               |               |               |             |             |             |             | 0        | 0      | 0           | 0          |
| E. Flø             | 0           | 0           | 0           | 0           | 0                  | 0                  | 0                  | 0                  |               |               |               |               |             |             |             |             | 0        | 0      | 0           | 0          |
| D. Hatakka         | 7           | 0           | 1           | 1           | -                  | -                  | -                  | -                  |               |               |               |               |             |             |             |             | 7        | 0      | 1           | 1          |
| V. Heltne          | 2           | 0           | 0           | 0           | 0                  | 0                  | 0                  | 0                  |               |               |               |               |             |             |             |             | 2        | 0      | 0           | 0          |
| T. Kallevåg        | 28          | 3           | 7           | 0           | 2                  | 0                  | 0                  | 0                  |               |               |               |               |             |             |             |             | 30       | 3      | 7           | 0          |
| M. Karlsen         | 5           | 0           | 0           | 0           | 2                  | 2                  | 1                  | 0                  |               |               |               |               |             |             |             |             | 7        | 2      | 1           | 0          |
| J. Magnussen       | 25          | 3           | 4           | 0           | 2                  | 3                  | 0                  | 0                  |               |               |               |               |             |             |             |             | 27       | 6      | 4           | 0          |
| J. Mensah          | 6           | 0           | 0           | 0           | -                  | -                  | -                  | -                  |               |               |               |               |             |             |             |             | 6        | 0      | 0           | 0          |
| S. Moltu           | 24          | 2           | 0           | 1           | 2                  | 0                  | 0                  | 0                  |               |               |               |               |             |             |             |             | 26       | 2      | 0           | 1          |
| O. Monrad Alme     | 1           | -1          | 0           | 0           | 1                  | -1                 | 0                  | 0                  |               |               |               |               |             |             |             |             | 2        | -2     | 0           | 0          |
| M. Mork Breivik    | 1           | 0           | 0           | 0           | 2                  | 0                  | 0                  | 0                  |               |               |               |               |             |             |             |             | 3        | 0      | 0           | 0          |
| M. Myklebust       | 7           | 0           | 0           | 0           | 2                  | 1                  | 0                  | 0                  |               |               |               |               |             |             |             |             | 9        | 1      | 0           | 0          |
| S. Pieroth         | 0           | -0          | 0           | 0           | 0                  | -0                 | 0                  | 0                  |               |               |               |               |             |             |             |             | 0        | 0      | 0           | 0          |
| B. Rise            | 2           | 0           | 0           | 0           | 0                  | 0                  | 0                  | 0                  |               |               |               |               |             |             |             |             | 2        | 0      | 0           | 0          |
| S. Sandnes Beite   | 16          | 1           | 0           | 0           | 2                  | 0                  | 0                  | 0                  |               |               |               |               |             |             |             |             | 18       | 1      | 0           | 0          |
| E. Saunes          | 0           | 0           | 0           | 0           | 0                  | 0                  | 0                  | 0                  |               |               |               |               |             |             |             |             | 0        | 0      | 0           | 0          |
| D. Sereba          | 28          | 1           | 1           | 0           | 1                  | 0                  | 0                  | 0                  |               |               |               |               |             |             |             |             | 29       | 1      | 1           | 0          |
| R. Shroot          | 30          | 12          | 2           | 0           | 1                  | 0                  | 1                  | 0                  |               |               |               |               |             |             |             |             | 31       | 12     | 3           | 0          |
| F. Sjølstad        | 27          | 0           | 1           | 0           | 1                  | 0                  | 0                  | 0                  |               |               |               |               |             |             |             |             | 28       | 0      | 1           | 0          |
| E. Skaasheim       | 15          | 0           | 1           | 0           | 0                  | 0                  | 0                  | 0                  |               |               |               |               |             |             |             |             | 15       | 0      | 1           | 0          |
| J. Törnqvist       | 11          | 1           | 0           | 0           | 2                  | 0                  | 0                  | 0                  |               |               |               |               |             |             |             |             | 13       | 1      | 0           | 0          |
| E. Ulland Andersen | 18          | 4           | 1           | 1           | 0                  | 0                  | 0                  | 0                  |               |               |               |               |             |             |             |             | 18       | 4      | 1           | 1          |
| J. Urke            | 29          | -56         | 2           | 0           | 0                  | -0                 | 0                  | 0                  |               |               |               |               |             |             |             |             | 29       | -56    | 2           | 0          |
| Ø. Vestvatn        | 24          | 3           | 1           | 0           | 1                  | 0                  | 0                  | 0                  |               |               |               |               |             |             |             |             | 25       | 3      | 1           | 0          |
| H. Wembangomo      | 27          | 0           | 4           | 0           | 0                  | 0                  | 0                  | 0                  |               |               |               |               |             |             |             |             | 27       | 0      | 4           | 0          |
| J. Wrele           | 27          | 1           | 5           | 1           | 1                  | 0                  | 0                  | 0                  |               |               |               |               |             |             |             |             | 28       | 1      | 5           | 1          |